# Federação de Xadrez dos Estados Unidos
A Federação de Xadrez dos Estados Unidos (USCF ou US Chess) é a organização reguladora do xadrez competitivo nos Estados Unidos e representante do país na FIDE, a Federação Mundial de Xadrez. A USCF administra o sistema de rating nacional, títulos de nacionais, sanciona mais de vinte campeonatos anualmente e publica duas revistas, a Chess Life e Chess Life for Kids. Foi fundada em 1939 a partir da fusão da Federação de Xadrez da América e Federação Nacional de Xadrez. A Federação de Xadrez da América, anteriormente Associação de Xadrez Ocidental, já organizava um campeonato desde 1900, que veio depois a se tornar (após a fusão), o Campeonato Aberto de Xadrez dos Estados Unidos. A Federação Nacional de Xadrez foi fundada em 1927 para organizar a participação do país nas Olimpíadas de xadrez.